# Arroba de los Montes
Arroba de los Montes település Spanyolországban, Ciudad Real tartományban.  Lakosainak száma 406 fő (2024).

## Népesség
A település népessége az elmúlt években az alábbi módon változott:
| Lakosok száma | 627  | 584  | 556  | 543  | 506  | 459  | 467  | 446  | 408  | 406  |
|               | 2001 | 2004 | 2006 | 2009 | 2011 | 2014 | 2016 | 2019 | 2021 | 2024 |